# The Chauffeur's Dream (film 1912)
The Chauffeur's Dream è un cortometraggio muto del 1912 prodotto dalla Kalem Company e diretto da Pat Hartigan.

## Trama
Tom accompagna con l'auto Mr. Bronson, il suo padrone, a prendere il treno. Ritornando al garage, lo chaffeur - che vuole approfittare dell'assenza di Bronson - manda un biglietto all'amico Dick, prospettandogli una bella gita sulla macchina del padrone. Dopo aver spedito il biglietto, Tom si concede una pausa, facendo un bel sonnellino. Addormentatosi, comincia a sognare la gita ma il sogno, ben presto, si trasforma in un incubo con tutta una serie di disavventure che capitano tra capo e collo al poco scrupoloso chaffeur. Il quale, al suo risveglio, accoglie l'amico Dick con malumore, dichiarando l'intenzione di non voler mantenere la sua promessa di una bella gita gratis.

## Produzione
Il film fu prodotto dalla Kalem Company.

## Distribuzione
Distribuito dalla General Film Company, il film - un cortometraggio di 150 metri - uscì nelle sale cinematografiche USA il 1912. Nelle proiezioni, veniva programmato con il sistema dello split reel, accorpato in un'unica bobina con un altro cortometraggio prodotto dalla Kalem, la commedia di The Rube Detective.